# Janusz Indulski
Janusz Anatol Indulski (ur. 24 czerwca 1930 w Parczewie, zm. 4 sierpnia 1999 w Łodzi) – polski lekarz, nauczyciel akademicki, dyrektor Instytutu Medycyny Społecznej Akademii Medycznej w Łodzi, dyrektor Instytutu Medycyny Pracy w Łodzi, prorektor Akademii Medycznej w Łodzi, specjalista krajowy w dziedzinie organizacji ochrony zdrowia, założyciel Polskiego Towarzystwa Medycyny Społecznej, założyciel Szkoły Zdrowia Publicznego (w ramach Instytutu Medycyny Pracy) w Łodzi, redaktor naczelny czasopisma Medycyna Pracy, zastępca redaktora naczelnego czasopisma Zdrowie Publiczne.

## Życiorys
Janusz Indulski ukończył w Szczecinie szkołę średnią oraz studia medyczne na Pomorskiej Akademii Medycznej. Po ukończeniu studiów pracował w Akademii Medycznej w Zakładzie Biologii i Parazytologii Lekarskiej. Pracował także na stanowiskach kierowniczych w instytucjach służby sanitarno-epidemiologicznej w Szczecinie.

### Akademia Medyczna w Łodzi

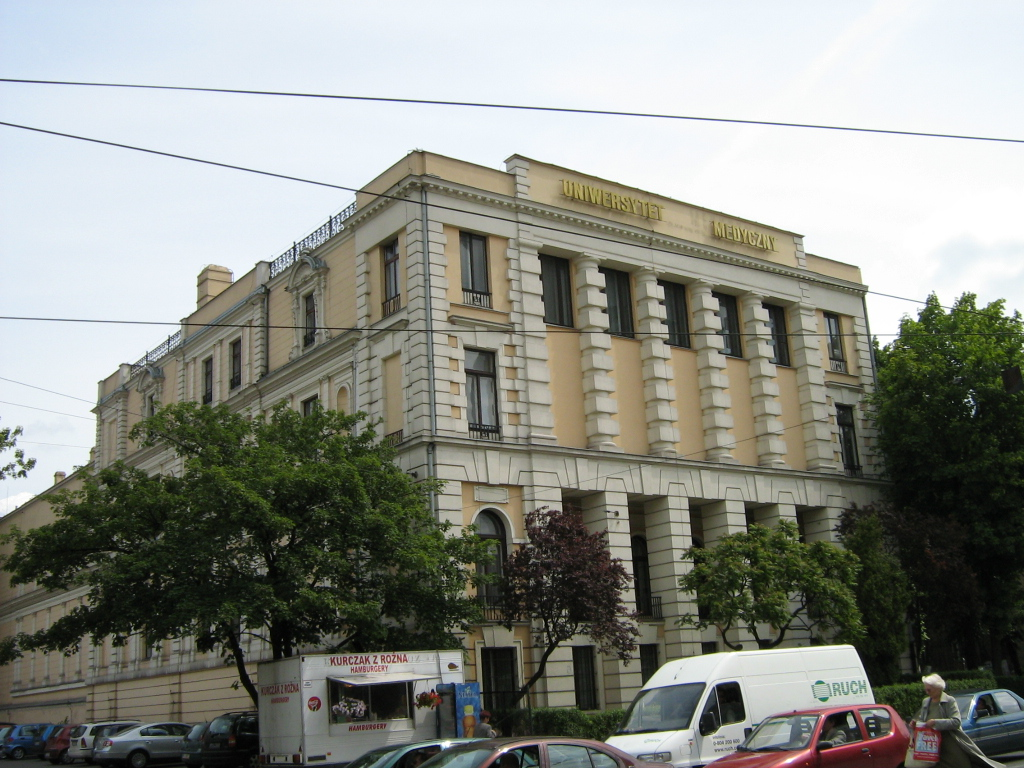
Rektorat Uniwersytetu Medycznego w Łodzi

W 1959 roku przeniósł się do Łodzi, gdzie początkowo pracował na stanowisku kierownika wydziału zdrowia w Radzie Narodowej miasta Łodzi. Jednocześnie rozpoczął pracę w Akademii Medycznej, gdzie stworzył Zakład Organizacji Ochrony Zdrowia, przekształcony w Katedrę w 1969 roku. Dzięki staraniom Janusza Indulskiego powstał ośrodek pracy dydaktycznej i naukowej w zakresie zdrowia publicznego, którego kulminacją było powstanie uczelnianego Instytutu Medycyny Społecznej.
Janusz Indulski był kierownikiem polskiego zespołu w międzynarodowym badaniu opieki zdrowotnej przez jedenaście zespołów badawczych w siedmiu krajach (Polska, USA, Finlandia, Argentyna, Kanada, Jugosławia i Wielka Brytania). Celem badań był pomiar korzystania z opieki zdrowotnej i jego zależność od czynników systemowych, predysponujących i demograficznych. Badania przeprowadzono w Łodzi i w województwie łódzkim na terenie zamieszkałym przez 700 tysięcy osób.
Janusz Indulski uzyskał stopień doktora nauk medycznych w 1962 roku, stopień doktora habilitowanego w 1965 roku i tytuł profesora w 1974 roku. Był promotorem 45 doktoratów oraz opiekunem 9 przewodów habilitacyjnych. W latach 1970–1977 był krajowym konsultantem w zakresie organizacji ochrony zdrowia. Był autorem lub współautorem prawie 500 publikacji z zakresu medycyny pracy, zdrowia publicznego, medycyny społecznej, organizacji ochrony zdrowia, epidemiologii i toksykologii, w tym podręczników akademickich, monografii i artykułów. W latach 1971–1977 był prorektorem AM w Łodzi do spraw nauki.

### Instytut Medycyny Pracy w Łodzi

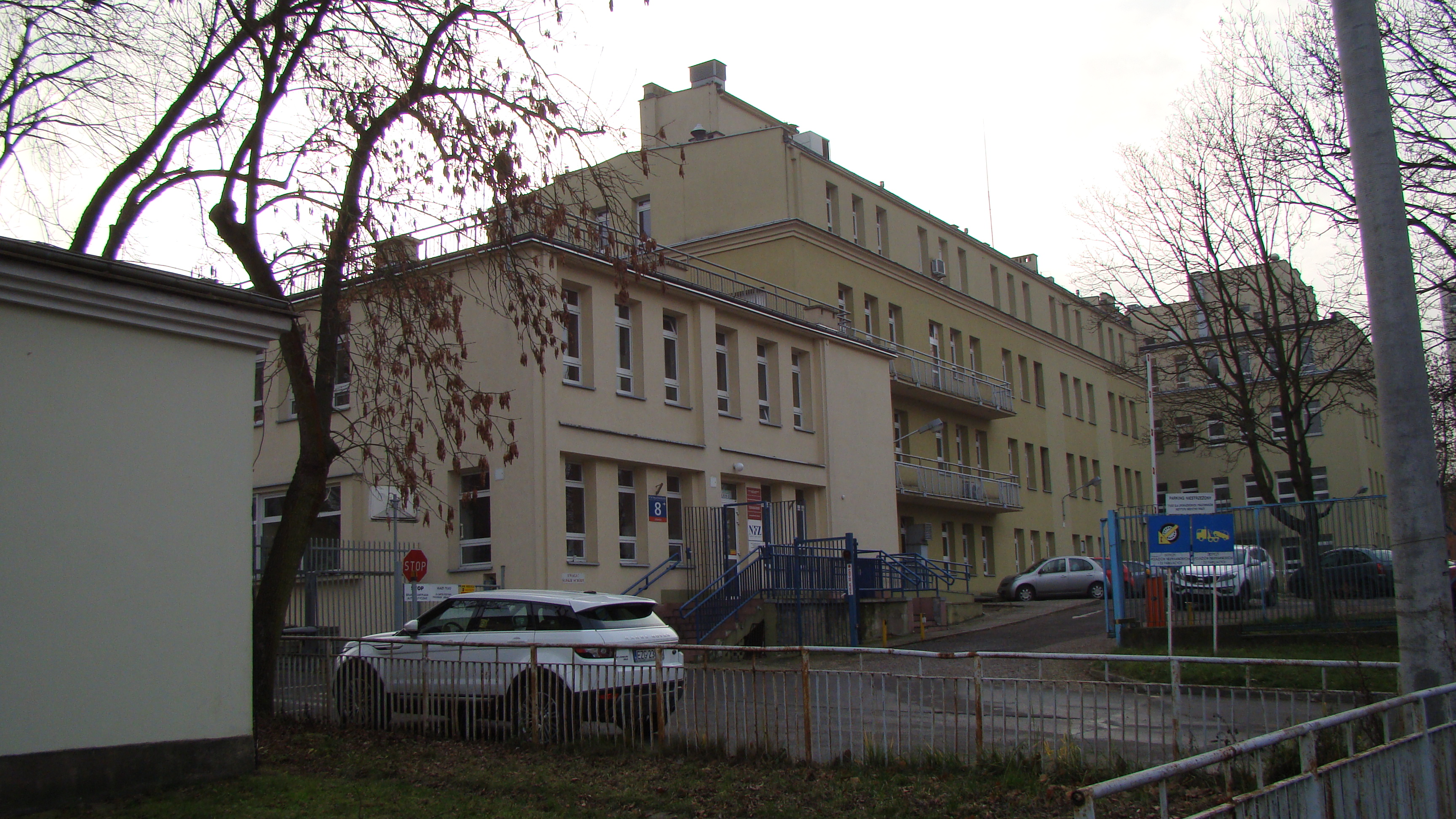
Instytut Medycyny Pracy w Łodzi

W 1977 roku został powołany na stanowisko dyrektora Instytutu Medycyny Pracy w Łodzi, który prowadził przez 22 lata. W tym okresie Instytut stał się ośrodkiem badawczym i usługowym w zakresie medycyny pracy.

## Publikacje
Zainteresowania naukowe Janusza Indulskiego obejmowały zdrowie publiczne, organizację ochrony zdrowia, medycynę społeczną, epidemiologię, medycynę pracy. W zakresie zdrowia publicznego wydał szereg podręczników i innych tekstów dydaktycznych ("Zdrowie publiczne – wybrane zagadnienia", "Organizacja ochrony zdrowia", "Farmacja społeczna"). Artykuły naukowe w tym zakresie dotyczyły organizacji opieki zdrowotnej, finansowania szpitali.
W zakresie medycyny pracy tematyka publikacji obejmowała analizę absencji chorobowej, zagrożenia środowiskowe, zagadnienia kształcenia.
Pochowany w alei zasłużonych na cmentarzu komunalnym Doły w Łodzi.

## Odznaczenia
- Złoty Krzyż Zasługi
- Krzyż Kawalerski Orderu Odrodzenia Polski
- Krzyż Oficerski Orderu Odrodzenia Polski
- Krzyż Komandorski Orderu Odrodzenia Polski